# Hospital San José de Victoria
El Hospital San José o simplemente Hospital de Victoria es el segundo hospital de alta complejidad de la Provincia de Malleco, en la Región de La Araucanía, tras el Mauricio Heyermann de Angol. Cuenta con una dotación de 165 camas y servicios para atender a pacientes de toda la provincia de Malleco y ser centro de referencia para las comunas de Lonquimay, Curacautín, Traiguén, Lumaco, Purén, Ercilla y Collipulli.

## Historia
El 28 de diciembre de 1895, la Ilustre Municipalidad de Victoria, elaboró un Decreto designando como médico de la Posta de Victoria, a don Belisario Galdames Garfias. Nueve años más tarde en 1913, se concedió una faja de terreno, ubicado en las intermediaciones de la parte urbana, a la Junta de Beneficencia Mariluán, y en ese lugar se construyó el primer Hospital para Victoria.
Sus actuales dependencias fueron entregadas en distintas etapas, en 2004, 2006, 2007 y 2009. Totalizando instalaciones de 20.523 m².

## Servicios
- Cirugía
- Dermatología
- Farmacia
- Kinesiología
- Laboratorio
- Medicina
- Odontología
- Oftalmología
- Otorrino
- Pabellón
- Pediatría
- Pensionado
- Policlínico
- SAU
- TRAUMATOLOGIA
- UCI
- UPC
- UTI
- Urgencias-SAMU
- Urología

Los casos de mayor complejidad son evaluados y derivados al Hospital Regional de Temuco.